# Édit de Ségur
Pour les articles homonymes, voir Ségur (homonymie).
L'édit de Ségur est un édit français de 22 mai 1781. 

## Historique
Les défaites de la France dans la guerre de Sept Ans révèlent l'incurie d'un grand nombre d'officiers supérieurs, souvent des bourgeois fraîchement anoblis qui avaient acheté leur grade et leur régiment.

Pour y remédier, Ségur prend sous la pression du comte d'Artois (le futur Charles X), cet édit. 

Officiellement appelé le RÉGLEMENT portant que nul ne pourra être proposé à des grades d'officiers s'il n'a fait preuve de quatre quartiers (générations) de noblesse, l'édit ferme ainsi l'accès à la carrière supérieure d'officier et commandement de l'armée aux membres de la bourgeoisie riche et de la noblesse de robe. 
Il porte le nom du ministre responsable, le secrétaire d'État de la Guerre Philippe Henri de Ségur.
Dans le contexte de guerre d'indépendance américaine et de l'émulation des idéaux des Lumières, la noblesse entame une réaction nobiliaire et raffermit son monopole sur l'armée française. L'édit impose à tous les candidats à une sous-lieutenance dans l'infanterie, la cavalerie et les dragons de prouver quatre degrés de noblesse de père. Alternativement il fallait être fils d’officiers titulaires de la croix de Saint-Louis.
Dès lors, il devenait impossible pour des roturiers de commencer le service militaire dans une desdites branches de service directement comme officier (p. ex. par achat de brevet d'officier). Par conséquent, il fallait avancer par les grades des bas-officiers au grade de sous-lieutenant, ce qui prenait régulièrement une ou deux dizaines d'années.
En 1784, les dispositions étaient étendues sur l'infanterie étrangère, les hussards et les chasseurs à cheval. L'artillerie et le génie restaient exclus.
Ainsi, les « bas-officiers » (sous-officiers) méritants issus de la roture étant automatiquement privés d'avancement et n'ayant plus accès au grade d'officier, seront parmi les premiers à rejoindre la Révolution.